# 中島站 (咸鏡北道)
中島站（韓語：중도역）是朝鮮民主主義人民共和國咸镜北道会宁市中島洞的一個鐵路車站，属于咸北线。

## 邻近车站
咸北线
昌斗站 - 中島站 - 大德站